# Gerard Kolthoff
Gerhard Willem (Gerard) Kolthoff (Neede, 17 juli 1925 – Vledder, 5 december 2010) was een Nederlands politicus voor de PvdA.
Kolthoff begon zijn ambtelijke carrière in zijn geboorteplaats Neede. Na ambtelijke functies vervuld te hebben in de gemeenten Anloo en Smallingerland kwam hij in 1957 in Harlingen terecht, waar hij in 1959 benoemd werd tot gemeentesecretaris. In deze plaats begon ook zijn politieke loopbaan. Hij werd achtereenvolgens voor de PvdA lid van de Provinciale Staten van Friesland, burgemeester van de gemeenten Sleen en Borger en lid van de Eerste Kamer der Staten-Generaal. In de Provinciale Staten van Friesland en Drenthe was hij tevens fractievoorzitter van zijn partij en in de Eerste Kamer was hij vicefractievoorzitter.
Zowel ambtelijk als politiek hield hij zich bezig met het binnenlands bestuur. Tijdens zijn Kamerlidmaatschap was hij enkele jaren voorzitter van de vaste Kamercommissie voor Binnenlandse Zaken.
- Biografisch Portaal: 23625966
- Parlement.com: vg09llgmd302